# یارنووتووو
یارنووتووو (به لاتین: Jarnołtowo) یک روستا در لهستان است که در گمینا ماودته واقع شده‌است.